# Lasiurus borealis
Lasiurus borealis é uma espécie de morcego da família Vespertilionidae. Pode ser encontrada nos Estados Unidos da América, Canadá, México e Bermudas.